# Guro Pettersen
Guro Pettersen (Tromsø, 22 agosto 1991) è una calciatrice norvegese, portiere del Damaiense e della nazionale norvegese.

## Carriera

### Nazionale
Nel 2022 è stata convocata dalla nazionale norvegese per gli Europei.

## Palmarès

### Club
- Campionato norvegese: 2

Stabæk: 2013
Vålerenga: 2023
- Coppa di Norvegia: 2

Stabæk: 2012, 2013